# Алі ан-Нуаймі
Алі ан-Нуаймі — підприємець і політик з Саудівської Аравії. Він був міністром нафти з 1995 по 2016 рік.
Алі бін Ібрагім ан-Нуаймі народився 2 серпня 1935 року в багатій нафтою східній провінції Саудівської Аравії. Народився у Ібрагіма, нирця за перлами племені ан-Нуаймі, та Фатіми, бедуїнки з племені Аджмані. Його батьки розлучилися під час вагітності. Як наслідок, Наймі народився і прожив перші вісім років свого кочового життя в племені матері та вітчима. З чотирьох років він доглядав сімейну отару ягнят. Його мати розлучилася з вітчимом, коли Аль-Наімі було вісім, і Аль-Наімі залишив плем'я Аджмані, щоб жити з батьком в Аль-Хасі.
Старший брат Алі ан-Нуаймі Абдулла був найнятий компанією Aramco в 1944 році і відвідував школу Джебель, якою керувала компанія. Абдулла взяв з собою Алі, де вони вранці вивчали англійську, арабську та базову арифметику, а вдень працювали офісними хлопцями.
ан-Нуаймі належав до шиїтської меншини.
ан-Нуаймі почав своє трудове життя у віці дванадцяти років в 1947 році, коли він був на побігеньках в тодішній американо-саудівській нафтовій компанії «Aramco» («Arabian American Oil Company»). Тут він швидко вивчив англійську мову, а також нафтовий бізнес з нуля. Після двох років навчання в школі, спонсорованої «Aramco», ан-Нуаймі став геологом в області геологорозвідки в 1953 році. За підтримки «Aramco» ан-Нуаймі зміг вивчати гідрологію і геологію з 1956 року. Спочатку в Бейруті, потім він відправився в США, де отримав ступінь бакалавра в Університеті Ліхай (Пенсільванія) (1962) і ступінь магістра в знаменитому Стенфордському університеті (1963; кожен з геології).
Потім ан-Нуаймі повернувся до Саудівської Аравії і відновив свою професійну кар'єру в «Aramco» в 1957 році. У наступні десятиліття він зробив кар'єру в управлінні компанією. У 1980 році ан-Нуаймі був обраний до правління «Saudi Aramco», президентом якої він врешті решт став в 1983 році. Він був першою людиною з Саудівської Аравії, яка очолила компанію.
Поряд з постом керівника «Saudi Aramco», ан-Нуаймі був призначений міністром нафти в уряді Саудівської Аравії в 1995 році. Він обіймав цю важливу посаду до 7 травня 2016 року. Він був головою компанії більше 30 років. Попередній керуючий державною нафтовою компанією «Aramco» Халід аль-Фаліх став його наступником на посаді нового міністра нафти.